# Kazuki Iwamoto
Kazuki Iwamoto (japanisch 岩本 和希 Iwamoto Kazuki; * 7. April 1997 der Präfektur Osaka) ist ein japanischer Fußballspieler.

## Karriere
Kazuki Iwamoto erlernte das Fußballspielen in der Jugendmannschaft von Gamba Osaka und der Universitätsmannschaft der Kwansei-Gakuin-Universität. Seinen ersten Vertrag unterschrieb er im Februar 2020 bei Kamatamare Sanuki. Der Verein aus Takamatsu, einer Großstadt in der Präfektur Kagawa auf der Insel Shikoku, spielte in der dritten japanischen Liga, der J3 League. Sein Drittligadebüt gab Kazuki Iwamoto am 28. Juni 2020 im Heimspiel gegen die U23-Mannschaft von Gamba Osaka. Hier stand er in der Startelf und spielte die kompletten 90 Minuten.